# Swift (Schiff, 1943)
Die Swift war ein Zerstörer der britischen S-Klasse. Das Schiff gehörte zur im Januar 1941 erfolgten fünften Bestellung von Zerstörern des Kriegstyps für die Royal Navy aus dem War Emergency Programm. Der Zerstörer lief als zweiter der beiden an die Werft J. Samuel White in Cowes vergebenen Aufträge am 15. Juni 1943 vom Stapel und wurde am 12. Dezember 1943 in Dienst gestellt.
Anfang Februar 1944 erfolgte der erste Einsatz als Geleitschiff eines Nordmeergeleitzugs. Ab Mai bereitete sich der Zerstörer für den Einsatz als Sicherungszerstörer bei der geplanten Landung der Alliierten in Nordfrankreich vor. Die Swift wurde ab dem ersten Tag der Landung in der Normandie dort eingesetzt und zerbrach am 24. Juni 1944 vor dem Landungsabschnitt Sword nach einem Minentreffer. 53 Besatzungsmitglieder verloren beim Untergang des Zerstörers ihr Leben.

## Baugeschichte
Die Swift war ein Zerstörer der S-Klasse und verdrängte 1710 ts als Standard und vollbeladen 2530 ts. Wie die Schwesterschiffe hatte der Zerstörer eine Länge von 362 ft 9, eine Breite von 35 ft 8 in und einen Tiefgang von bis zu 14,5 ft. Der Antrieb erfolgte über zwei Parson-Getriebe-Turbinen-Sätze, die jeweils eine Schraubenwelle antrieben. Die Antriebsleistung von zusammen 40.000 PSw wurde mit dem Dampf von zwei Admiralitäts-Kesseln erzeugt und gaben dem Schiff einer Höchstgeschwindigkeit von über 36 kn. Bei Volllast konnte die Swift bis zu 615 ts Treiböl mitführen, mit denen sie bei 20 kn Marschgeschwindigkeit bis zu 4675 sm zurücklegen konnte. Ihre Besatzung bestand im Normalfall aus 170 Mann.
Bewaffnet war der Zerstörer mit vier 4.7-inch-(120-mm)-L/45-Mark-XII-Geschützen, die durch die neue Aufhängung echte Mehrzweckwaffen wurden. Zur Abwehr von Luftangriffen standen noch ein Bofors-40-mm-Zwillingsgeschütz in einer in den Niederlanden entwickelten Lafette des Typs Hazemeyer und vier automatische Zwillingskanonen vom Typ 20 mm Oerlikon zur Verfügung. Dazu war der Zerstörer noch mit zwei 21-inch-Vierfach-Torpedorohrsätzen bewaffnet und hatte in der Regel 70 Wasserbomben an Bord, die über zwei Ablaufschienen und vier Werfer eingesetzt wurden.
Der Bau des Zerstörers wurde mit der fünften, im Januar 1941 im Rahmen des War Emergency Programms erfolgten Bestellung von Zerstörern für die Royal Navy an J. Samuel White in Cowes zusammen mit einem Schwesterschiff vergeben, das als norwegische Stord vor der Swift fertiggestellt wurde. Der Bau des zweiten in Cowes zu bauenden Schiffes wurde im Mai 1942 begonnen.
Am 15. Juni 1943 lief der Zerstörer vom Stapel und kam am 12. Dezember 1943 als 28. Swift der Royal Navy in Dienst; zuletzt hatte der als Einzelschiff entstandene Flottillenführer Swift von 1907 bis 1921 den Namen geführt. Der Neubau wurde als sechster Zerstörer der S-Klasse fertiggestellt. Bei seiner Indienststellung verfügte die Royal Navy bereits über sieben Zerstörer der baugleichen T-Klasse und neun weitere Zerstörer vom Kriegstyp aus noch später begonnenen Klassen.

## Einsatzgeschichte
Das Schiff führte noch weitere Tests und dann die Abnahmefahrten durch und wurde im Januar 1944 in den Dienst der 23. (britischen) Zerstörerflottille bei der Home Fleet übernommen, die aus den Zerstörern der S-Klasse bestand, von denen die Scorpion am 11. Mai 1943 als erste in den Dienst der Royal Navy gekommen war. Das Einfahren von Schiff und Besatzung wurde in Scapa Flow fortgesetzt.
Die Swift begleitete weitere Nordmeergeleitzüge, so ab dem 6. Februar 1944 RA 56, dem sie mit Obedient und Verulam entgegenlief, um dessen Sicherung zu verstärken und dann die Geleitzüge JW 57 und RA 57, bei dem sie erfolglos von U 739 angegriffen wurde. Schon im April wurde der Zerstörer den Unterstützungskräften für die Invasion in der Normandie zugeteilt. Er sollte Ziele in Franceville beschießen.
Anfang Juni 1944 geleitete die Swift mit ihren Schwesterschiffen Saumarez, Scorpion, Scourge, Serapis, Svenner und Stord die für die Beschießung vorgesehenen schweren Einheiten Warspite, Ramillies und Mauritius vom Clyde zum Solent. Am späten Abend des 5. lief der Flottenverband zur Feuerunterstützung der im Landungsabschnitt Sword mit zwei Schlachtschiffen, einem Monitor, fünf Kreuzern und über zehn Zerstörern durch einen von Minen freigeräumten Kanal vor den Landungsabschnitt, um die deutschen Stellung im frühen Morgen des 6. unter Feuer zu nehmen. Kurz nach dem Beginn der Bombardierung der Küste erschienen plötzlich die deutschen Torpedoboote T 28, Jaguar und Möwe der 5. Torpedobootsflottille unter Korvettenkapitän Heinrich Hoffmann aus einer Nebelwand, die britische Flugzeuge um den Beschießungsverband ausgebracht hatte. Die vom Umfang des britischen Verbandes überraschten Deutschen schossen eine Torpedosalve und zogen sich dann schnell wieder nach Le Havre zurück. Sie erzielten nur einen Treffer, der Swift’s norwegisches Schwesterschiff Svenner versenkte. Den anderen Torpedos der Deutschen konnte ausgewichen werden oder sie verfehlten ihre Ziele, so dass der britische Verband keine weiteren Opfer zu beklagen hatte. Die Swift rettete 67 Mann des Schwesterschiffs, während die meisten Schiffe ihre Einsatzbefehle zur Unterstützung der landenden Truppen ausführten. Über 100 weitere Schiffbrüchige wurden von anderen Schiffen gerettet. Ab dem 7. Juni hatte die Swift in der „Eastern Task Force“ die Landungstruppen mit ihrer Hauptartillerie zu unterstützen und vor dem Landungsgebiet weitere Angriffe deutscher Überwasserstreitkräfte oder von U-Boote zu verhindern.

## Das Ende derSwift

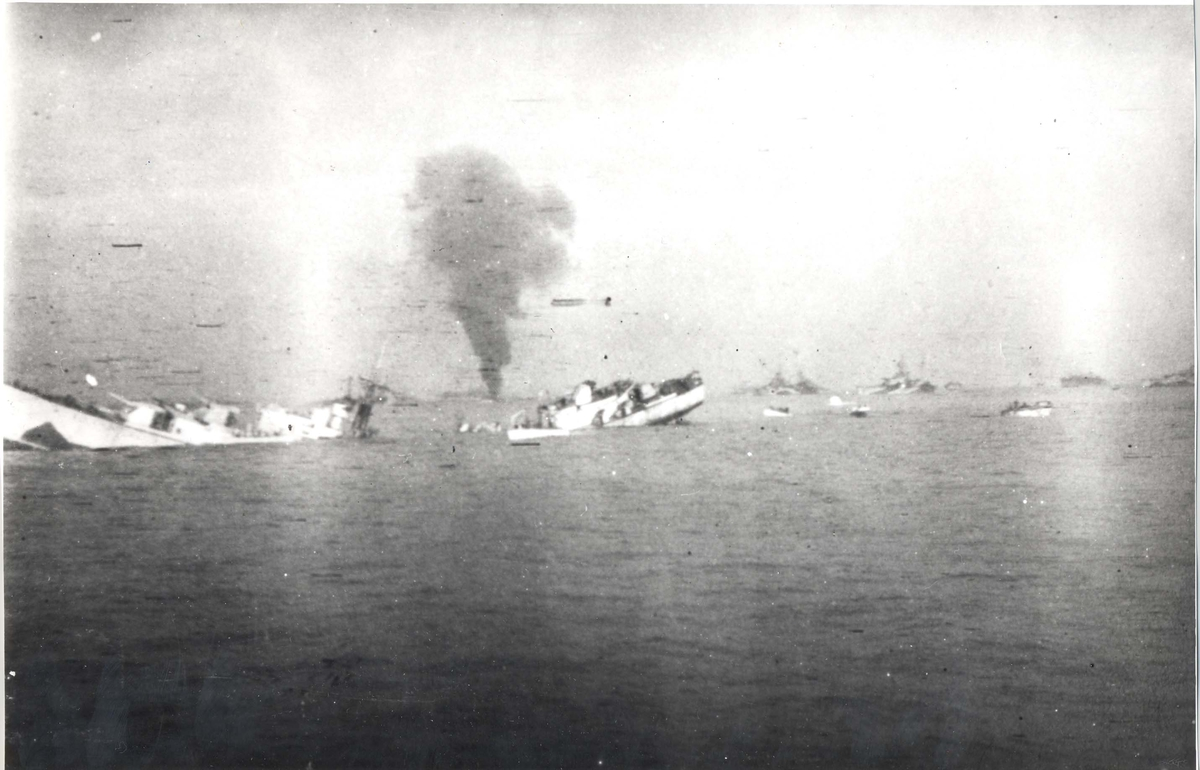
Der Untergang der Swift

Die den gelandeten Truppen Artillerieunterstützung gebende Swift lief am 23. Juni 1944 letztmals nach Portsmouth, um ihre Vorräte aufzufüllen. Als sie am 24. zur Erfüllung ihrer Aufgaben wieder nah unter die Küste ging, lief sie über eine wahrscheinlich aus der Luft abgeworfene Mine. Der Zerstörer zerbrach und sank, wobei 53 Besatzungsmitglieder ihr Leben ließen.
Zum Gedenken an den Einsatz der Swift und den der 23. Zerstörerflottille befindet sich seit 2001 ein Gedenkstein am Strand von Hermanville-sur-Mer.